# 파키스탄 축구 국가대표팀
파키스탄 축구 국가대표팀(우르두어: پاکستان کی قومی فٹ بال ٹیم)은 파키스탄을 대표하는 축구 국가대표팀으로 파키스탄 축구 연맹에서 관리한다. 아시아 축구 최약체팀 중의 하나로 1950년 1월 6일 이란과의 국제 경기 데뷔전에서 1-5로 패했으며 현재 펀자브 경기장을 홈 구장으로 사용하고 있다.

## 개요
1947년 파키스탄 축구 연맹이 설립되었고 이듬해인 1948년 FIFA의 정식 회원국이 되었다. 그리고 1954년에는 AFC의 회원국이 되었고 1997년에는 남아시아 축구 연맹의 회원국으로 승인되었으며 현재 인도와는 남아시아 축구 최대 라이벌 관계로 손꼽힌다.

## 국제 대회 경력

### FIFA 월드컵
캄보디아와의 2026년 FIFA 월드컵 아시아 지역 1차 예선 2차전에서 1-0으로 꺾고 마침내 월드컵 아시아 지역 예선 첫 승 신고와 함께 사상 첫 월드컵 아시아 지역 2차 예선 진출에도 성공했으며 이를 통해 최소 2027년 AFC 아시안컵 최종 예선 진출권까지 확보했다.

### AFC 아시안컵
월드컵과 마찬가지로 아시안컵 본선 경험도 전무하며 그나마 1960년 AFC 아시안컵 예선에서 2승 1무 3패를 기록하며 파키스탄 축구 역사상 월드컵과 아시안컵 예선을 통틀어 가장 좋은 성적을 거두었다.

### AFC 챌린지컵
챌린지컵 본선에는 초대 대회인 2006년 대회에 유일하게 출전하여 1승 1무 1패의 나쁘지 않은 성적에도 불구하고 D조 3위에 머무르며 조별리그 통과에 실패했다. 물론 이 대회에서 10위를 기록하며 조별리그에서 탈락한 8팀 가운데 이 대회 9위인 브루나이에 이어 2번째로 가장 좋은 성적을 거두었지만 이후 2008년부터 마지막 대회인 2014년 대회까지 모두 예선에서 탈락하면서 본선에 오르지 못했고 이 대회 통산 순위에서도 21팀 가운데 16위를 기록했다.

### 아시안 게임
성인대표팀 시절에는 5번 출전했고 U-23 대표팀으로는 마찬가지로 4번 출전했지만 9번의 대회에서 모두 조별리그를 통과하지 못했으며 그나마 1954년과 1974년 대회에서 각각 싱가포르, 바레인을 상대로 모두 4골차의 대승을 거둔 것이 유일한 위안거리이다.

### SAFF 챔피언십
SAFF 챔피언십에는 12번의 대회 중 2015년 대회를 제외한 11번의 대회에 출전하여 4번의 대회(1997년, 2003년, 2005년, 2018년)에서 4강에 올랐고 이 중 1997년 대회에서 3위에 입상했다.

## 기타 국제 대회 경력
과거 5번의 에코컵에서 3위를 기록하긴 했으나 그 당시 출전팀이 단 3팀 밖에 없었기 때문에 이 기록은 아무런 의미가 없으며 2013년 필리핀 피스컵에서도 출전한 4팀 가운데 3위에 그쳤다. 다만 남아시아 경기 대회에서는 1984년 대회 첫 출전 이후 금메달 4개, 은메달 1개를 획득했으며 콜롬보컵에는 4번 출전하여 1952년 대회에서 우승을 차지했고 준우승도 3번 차지했으며 1962년 메르데카컵 국제축구대회에서도 우승을 차지했다.

## FIFA 월드컵 (본선)
| 년도   | 결과      | 순위      | 경기      | 승        | 무*       | 패        | 득점      | 실점      | 승점      |
| ------ | --------- | --------- | --------- | --------- | --------- | --------- | --------- | --------- | --------- |
| 1930년 | 독립 이전 | 독립 이전 | 독립 이전 | 독립 이전 | 독립 이전 | 독립 이전 | 독립 이전 | 독립 이전 | 독립 이전 |
| 1934년 | 독립 이전 | 독립 이전 | 독립 이전 | 독립 이전 | 독립 이전 | 독립 이전 | 독립 이전 | 독립 이전 | 독립 이전 |
| 1938년 | 독립 이전 | 독립 이전 | 독립 이전 | 독립 이전 | 독립 이전 | 독립 이전 | 독립 이전 | 독립 이전 | 독립 이전 |
| 1950년 | 불참      | 불참      | 불참      | 불참      | 불참      | 불참      | 불참      | 불참      | 불참      |
| 1954년 | 불참      | 불참      | 불참      | 불참      | 불참      | 불참      | 불참      | 불참      | 불참      |
| 1958년 | 불참      | 불참      | 불참      | 불참      | 불참      | 불참      | 불참      | 불참      | 불참      |
| 1962년 | 불참      | 불참      | 불참      | 불참      | 불참      | 불참      | 불참      | 불참      | 불참      |
| 1966년 | 불참      | 불참      | 불참      | 불참      | 불참      | 불참      | 불참      | 불참      | 불참      |
| 1970년 | 불참      | 불참      | 불참      | 불참      | 불참      | 불참      | 불참      | 불참      | 불참      |
| 1974년 | 불참      | 불참      | 불참      | 불참      | 불참      | 불참      | 불참      | 불참      | 불참      |
| 1978년 | 불참      | 불참      | 불참      | 불참      | 불참      | 불참      | 불참      | 불참      | 불참      |
| 1982년 | 불참      | 불참      | 불참      | 불참      | 불참      | 불참      | 불참      | 불참      | 불참      |
| 1986년 | 불참      | 불참      | 불참      | 불참      | 불참      | 불참      | 불참      | 불참      | 불참      |
| 1990년 | 예선 탈락 | 예선 탈락 | 예선 탈락 | 예선 탈락 | 예선 탈락 | 예선 탈락 | 예선 탈락 | 예선 탈락 | 예선 탈락 |
| 1994년 | 예선 탈락 | 예선 탈락 | 예선 탈락 | 예선 탈락 | 예선 탈락 | 예선 탈락 | 예선 탈락 | 예선 탈락 | 예선 탈락 |
| 1998년 | 예선 탈락 | 예선 탈락 | 예선 탈락 | 예선 탈락 | 예선 탈락 | 예선 탈락 | 예선 탈락 | 예선 탈락 | 예선 탈락 |
| 2002년 | 예선 탈락 | 예선 탈락 | 예선 탈락 | 예선 탈락 | 예선 탈락 | 예선 탈락 | 예선 탈락 | 예선 탈락 | 예선 탈락 |
| 2006년 | 예선 탈락 | 예선 탈락 | 예선 탈락 | 예선 탈락 | 예선 탈락 | 예선 탈락 | 예선 탈락 | 예선 탈락 | 예선 탈락 |
| 2010년 | 예선 탈락 | 예선 탈락 | 예선 탈락 | 예선 탈락 | 예선 탈락 | 예선 탈락 | 예선 탈락 | 예선 탈락 | 예선 탈락 |
| 2014년 | 예선 탈락 | 예선 탈락 | 예선 탈락 | 예선 탈락 | 예선 탈락 | 예선 탈락 | 예선 탈락 | 예선 탈락 | 예선 탈락 |
| 2018년 | 예선 탈락 | 예선 탈락 | 예선 탈락 | 예선 탈락 | 예선 탈락 | 예선 탈락 | 예선 탈락 | 예선 탈락 | 예선 탈락 |
| 2022년 | 예선 탈락 | 예선 탈락 | 예선 탈락 | 예선 탈락 | 예선 탈락 | 예선 탈락 | 예선 탈락 | 예선 탈락 | 예선 탈락 |
| 2026년 | 예선 탈락 | 예선 탈락 | 예선 탈락 | 예선 탈락 | 예선 탈락 | 예선 탈락 | 예선 탈락 | 예선 탈락 | 예선 탈락 |
| 합계   |           |           |           |           |           |           |           |           |           |

## FIFA 월드컵 (예선)
| 1930년 | 독립 이전                                   | 독립 이전                                   | 독립 이전                                   | 독립 이전                                   | 독립 이전                                   | 독립 이전                                   | 독립 이전                                   |                                             |                                             |
| 1934년 | 독립 이전                                   | 독립 이전                                   | 독립 이전                                   | 독립 이전                                   | 독립 이전                                   | 독립 이전                                   | 독립 이전                                   |                                             |                                             |
| 1938년 | 독립 이전                                   | 독립 이전                                   | 독립 이전                                   | 독립 이전                                   | 독립 이전                                   | 독립 이전                                   | 독립 이전                                   |                                             |                                             |
| 1950년 | 불참                                        | 불참                                        | 불참                                        | 불참                                        | 불참                                        | 불참                                        | 불참                                        |                                             |                                             |
| 1954년 | 불참                                        | 불참                                        | 불참                                        | 불참                                        | 불참                                        | 불참                                        | 불참                                        |                                             |                                             |
| 1958년 | 불참                                        | 불참                                        | 불참                                        | 불참                                        | 불참                                        | 불참                                        | 불참                                        |                                             |                                             |
| 1962년 | 불참                                        | 불참                                        | 불참                                        | 불참                                        | 불참                                        | 불참                                        | 불참                                        |                                             |                                             |
| 1966년 | 불참                                        | 불참                                        | 불참                                        | 불참                                        | 불참                                        | 불참                                        | 불참                                        |                                             |                                             |
| 1970년 | 불참                                        | 불참                                        | 불참                                        | 불참                                        | 불참                                        | 불참                                        | 불참                                        |                                             |                                             |
| 1974년 | 불참                                        | 불참                                        | 불참                                        | 불참                                        | 불참                                        | 불참                                        | 불참                                        |                                             |                                             |
| 1978년 | 불참                                        | 불참                                        | 불참                                        | 불참                                        | 불참                                        | 불참                                        | 불참                                        |                                             |                                             |
| 1982년 | 불참                                        | 불참                                        | 불참                                        | 불참                                        | 불참                                        | 불참                                        | 불참                                        |                                             |                                             |
| 1986년 | 불참                                        | 불참                                        | 불참                                        | 불참                                        | 불참                                        | 불참                                        | 불참                                        |                                             |                                             |
| 1990년 | 4                                           | 0                                           | 0                                           | 4                                           | 1                                           | 12                                          | 0                                           |                                             |                                             |
| 1994년 | 8                                           | 0                                           | 0                                           | 8                                           | 2                                           | 36                                          | 0                                           |                                             |                                             |
| 1998년 | 4                                           | 0                                           | 0                                           | 4                                           | 3                                           | 22                                          | 0                                           |                                             |                                             |
| 2002년 | 6                                           | 0                                           | 1                                           | 5                                           | 5                                           | 29                                          | 1                                           |                                             |                                             |
| 2006년 | 2                                           | 0                                           | 0                                           | 2                                           | 0                                           | 6                                           | 0                                           |                                             |                                             |
| 2010년 | 2                                           | 0                                           | 1                                           | 1                                           | 0                                           | 7                                           | 1                                           |                                             |                                             |
| 2014년 | 2                                           | 0                                           | 1                                           | 1                                           | 0                                           | 3                                           | 1                                           |                                             |                                             |
| 2018년 | 2                                           | 0                                           | 1                                           | 1                                           | 1                                           | 3                                           | 1                                           |                                             |                                             |
| 2022년 | 2                                           | 0                                           | 0                                           | 2                                           | 1                                           | 4                                           | 0                                           |                                             |                                             |
| 2026년 | 8                                           | 1                                           | 1                                           | 6                                           | 2                                           | 26                                          | 4                                           |                                             |                                             |
| 합계   | 32                                          | 0                                           | 4                                           | 28                                          | '13                                         | 122                                         | 4                                           |                                             |                                             |
| 순위   | 월드컵 예선 승점 순위 : 200위 (아시아 45위) | 월드컵 예선 승점 순위 : 200위 (아시아 45위) | 월드컵 예선 승점 순위 : 200위 (아시아 45위) | 월드컵 예선 승점 순위 : 200위 (아시아 45위) | 월드컵 예선 승점 순위 : 200위 (아시아 45위) | 월드컵 예선 승점 순위 : 200위 (아시아 45위) | 월드컵 예선 승점 순위 : 200위 (아시아 45위) | 월드컵 예선 승점 순위 : 200위 (아시아 45위) | 월드컵 예선 승점 순위 : 200위 (아시아 45위) |

## AFC 아시안컵
- 1956년 - 기권
- 1960년 - 예선 탈락
- 1964년 - 기권
- 1968년 - 예선 탈락
- 1972년 ~ 1980년 - 기권
- 1984년 ~ 2023년 - 예선 탈락
- 2027년 - 미정

### AFC 아시안컵 (예선)
| AFC 아시안컵 예선 기록 | AFC 아시안컵 예선 기록 | AFC 아시안컵 예선 기록 | AFC 아시안컵 예선 기록 | AFC 아시안컵 예선 기록 | AFC 아시안컵 예선 기록 | AFC 아시안컵 예선 기록 | AFC 아시안컵 예선 기록 |
| 년도                   | 경기                   | 승                     | 무*                    | 패                     | 득점                   | 실점                   | 승점                   |
| ---------------------- | ---------------------- | ---------------------- | ---------------------- | ---------------------- | ---------------------- | ---------------------- | ---------------------- |
| 1956년                 | 기권                   | 기권                   | 기권                   | 기권                   | 기권                   | 기권                   | 기권                   |
| 1960년                 | 6                      | 2                      | 1                      | 3                      | 8                      | 10                     | 7                      |
| 1964년                 | 기권                   | 기권                   | 기권                   | 기권                   | 기권                   | 기권                   | 기권                   |
| 1968년                 | 3                      | 0                      | 1                      | 2                      | 1                      | 4                      | 1                      |
| 1972년                 | 기권                   | 기권                   | 기권                   | 기권                   | 기권                   | 기권                   | 기권                   |
| 1976년                 | 기권                   | 기권                   | 기권                   | 기권                   | 기권                   | 기권                   | 기권                   |
| 1980년                 | 기권                   | 기권                   | 기권                   | 기권                   | 기권                   | 기권                   | 기권                   |
| 1984년                 | 4                      | 1                      | 0                      | 3                      | 4                      | 14                     | 3                      |
| 1988년                 | 4                      | 0                      | 0                      | 4                      | 1                      | 12                     | 0                      |
| 1992년                 | 2                      | 0                      | 0                      | 2                      | 0                      | 9                      | 0                      |
| 1996년                 | 2                      | 0                      | 0                      | 2                      | 0                      | 7                      | 0                      |
| 2000년                 | 4                      | 0                      | 0                      | 4                      | 0                      | 16                     | 0                      |
| 2004년                 | 2                      | 1                      | 0                      | 1                      | 3                      | 3                      | 3                      |
| 2007년                 | 8                      | 0                      | 1                      | 7                      | 4                      | 23                     | 1                      |
| 2011년                 | AFC 챌린지컵 배정      | AFC 챌린지컵 배정      | AFC 챌린지컵 배정      | AFC 챌린지컵 배정      | AFC 챌린지컵 배정      | AFC 챌린지컵 배정      | AFC 챌린지컵 배정      |
| 2015년                 | AFC 챌린지컵 배정      | AFC 챌린지컵 배정      | AFC 챌린지컵 배정      | AFC 챌린지컵 배정      | AFC 챌린지컵 배정      | AFC 챌린지컵 배정      | AFC 챌린지컵 배정      |
| 2019년                 | 2                      | 0                      | 1                      | 1                      | 1                      | 3                      | 1                      |
| 2023년                 | 2                      | 0                      | 0                      | 2                      | 1                      | 4                      | 0                      |
| 2027년                 | 8                      | 1                      | 1                      | 6                      | 2                      | 26                     | 4                      |
| 합계                   | 37                     | 4                      | 4                      | 29                     | 22                     | 101                    | 16                     |

## AFC 챌린지컵
| 년도   | 결과          | 순위      | 경기      | 승        | 무*       | 패        | 득점      | 실점      | 승점 |
| ------ | ------------- | --------- | --------- | --------- | --------- | --------- | --------- | --------- | ---- |
| 2006년 | 조별리그      | 10위      | 3         | 1         | 1         | 1         | 3         | 4         | 4    |
| 2008년 | 예선 탈락     | 예선 탈락 | 예선 탈락 | 예선 탈락 | 예선 탈락 | 예선 탈락 | 예선 탈락 | 예선 탈락 |      |
| 2010년 | 예선 탈락     | 예선 탈락 | 예선 탈락 | 예선 탈락 | 예선 탈락 | 예선 탈락 | 예선 탈락 | 예선 탈락 |      |
| 2012년 | 예선 탈락     | 예선 탈락 | 예선 탈락 | 예선 탈락 | 예선 탈락 | 예선 탈락 | 예선 탈락 | 예선 탈락 |      |
| 2014년 | 예선 탈락     | 예선 탈락 | 예선 탈락 | 예선 탈락 | 예선 탈락 | 예선 탈락 | 예선 탈락 | 예선 탈락 |      |
| 합계   | 조별리그(1회) | 3         | 1         | 1         | 1         | 3         | 4         | 4         |      |

## 아시안 게임
| 아시안 게임 기록 | 아시안 게임 기록 | 아시안 게임 기록 | 아시안 게임 기록 | 아시안 게임 기록 | 아시안 게임 기록 | 아시안 게임 기록 | 아시안 게임 기록 | 아시안 게임 기록 | 아시안 게임 기록 |
| 년도             | 결과             | 순위             | 경기             | 승               | 무*              | 패               | 득점             | 실점             | 승점             |
| ---------------- | ---------------- | ---------------- | ---------------- | ---------------- | ---------------- | ---------------- | ---------------- | ---------------- | ---------------- |
| 1951년           | 불참             | 불참             | 불참             | 불참             | 불참             | 불참             | 불참             | 불참             | 불참             |
| 1954년           | 조별리그         | 6위              | 2                | 1                | 0                | 1                | 7                | 4                | 3                |
| 1958년           | 조별리그         | 9위              | 2                | 0                | 1                | 1                | 2                | 4                | 1                |
| 1962년           | 불참             | 불참             | 불참             | 불참             | 불참             | 불참             | 불참             | 불참             | 불참             |
| 1966년           | 불참             | 불참             | 불참             | 불참             | 불참             | 불참             | 불참             | 불참             | 불참             |
| 1970년           | 불참             | 불참             | 불참             | 불참             | 불참             | 불참             | 불참             | 불참             | 불참             |
| 1974년           | 불참             | 불참             | 불참             | 불참             | 불참             | 불참             | 불참             | 불참             | 불참             |
| 1978년           | 불참             | 불참             | 불참             | 불참             | 불참             | 불참             | 불참             | 불참             | 불참             |
| 1982년           | 불참             | 불참             | 불참             | 불참             | 불참             | 불참             | 불참             | 불참             | 불참             |
| 1986년           | 조별리그         | 17위             | 4                | 0                | 0                | 4                | 2                | 15               | 0                |
| 1990년           | 조별리그         | 14위             | 3                | 0                | 0                | 3                | 1                | 16               | 0                |
| 1994년           | 불참             | 불참             | 불참             | 불참             | 불참             | 불참             | 불참             | 불참             | 불참             |
| 1998년'          | 불참             | 불참             | 불참             | 불참             | 불참             | 불참             | 불참             | 불참             | 불참             |
| 합계             | 8회 출전(4/17)   | 조별리그(4회)    | 11               | 1                | 1                | 9                | 12               | 39               | 4                |

## 남아시아 축구 선수권 대회
style="border: 3px solid red"

| SAFF 남아시아컵 기록 | SAFF 남아시아컵 기록 | SAFF 남아시아컵 기록 | SAFF 남아시아컵 기록 | SAFF 남아시아컵 기록 | SAFF 남아시아컵 기록 | SAFF 남아시아컵 기록 | SAFF 남아시아컵 기록 | SAFF 남아시아컵 기록 | SAFF 남아시아컵 기록 |
| 년도                 | 결과                 | 순위                 | 경기                 | 승                   | 무*                  | 패                   | 득점                 | 실점                 | 승점                 |
| -------------------- | -------------------- | -------------------- | -------------------- | -------------------- | -------------------- | -------------------- | -------------------- | -------------------- | -------------------- |
| 1993년               | 결선리그             | 4위                  | 3                    | 0                    | 2                    | 1                    | 2                    | 6                    | 2                    |
| 1995년               | 예선탈락             | 5위                  | 2                    | 1                    | 0                    | 1                    | 1                    | 2                    | 3                    |
| 1997년               | 4강                  | 3위                  | 4                    | 2                    | 0                    | 2                    | 3                    | 4                    | 6                    |
| 1999년               | 예선탈락             | 6위                  | 2                    | 0                    | 0                    | 2                    | 0                    | 6                    | 0                    |
| 2003년               | 4강                  | 4위                  | 5                    | 3                    | 0                    | 2                    | 5                    | 4                    | 9                    |
| 2005년               | 4강                  | 4위                  | 4                    | 2                    | 1                    | 1                    | 2                    | 1                    | 7                    |
| 2008년               | 예선탈락             | 8위                  | 3                    | 0                    | 0                    | 3                    | 2                    | 9                    | 0                    |
| 2009년               | 예선탈락             | 5위                  | 3                    | 1                    | 1                    | 1                    | 7                    | 1                    | 4                    |
| 2011년               | 예선탈락             | 5위                  | 3                    | 0                    | 3                    | 0                    | 1                    | 1                    | 3                    |
| 2013년               | 예선탈락             | 5위                  | 3                    | 1                    | 1                    | 1                    | 3                    | 3                    | 4                    |
| 2015년               | 불참                 | 불참                 | 불참                 | 불참                 | 불참                 | 불참                 | 불참                 | 불참                 | 불참                 |
| 2018년               | 4강                  | 4위                  | 4                    | 2                    | 0                    | 2                    | 6                    | 5                    | 6                    |
| 합계                 | 11회 출전(11/12)     | 3위(1회)             | 36                   | 12                   | 8                    | 16                   | 32                   | 42                   | 44                   |

## 주요 선수
- 제슈 레흐만
- 하산 바시르
- 유수프 부트
- 무함마드 알리
- 메흐무드 칸
- 파이살 이크발
- 사담 후사인
- 무함마드 아딜

## 같이 보기
- 파키스탄 축구 연맹